# Glyphodes zenkeralis
Glyphodes zenkeralis is een vlinder uit de familie van de grasmotten (Crambidae). De wetenschappelijke naam van deze soort is voor het eerst voorgesteld door Embrik Strand in een publicatie uit 1912.
De spanwijdte van het vrouwtje bedraagt 21 millimeter.
De soort komt voor in Kameroen.